# Vitbrynad myrsmyg
Vitbrynad myrsmyg (Formicivora intermedia) är en fågel i familjen myrfåglar inom ordningen tättingar.

## Utbredning och systematik
Vitbrynad myrsmyg delas upp i sex underarter med följande utbredning:
- F. i. alticincta – Pärlöarna utanför Panama
- F. i. hondae – nordvästra Colombia
- F. i. fumosa – nordöstra Colombia och västra Venezuela
- F. i. intermedia – norra Colombia, norra Venezuela och Isla Margarita utanför Venezuela
- F. i. tobagensis – Tobago
- F. i. orenocensis – sydcentrala Venezuela

## Status och hot
Arten har ett stort utbredningsområde, men tros minska i antal, dock inte tillräckligt kraftigt för att den ska betraktas som hotad. Internationella naturvårdsunionen IUCN listar arten som livskraftig (LC).